# Louice Halvarsson
Louice Sofie Linnéa Halvarsson (Södertälje, 15 gennaio 1989) è una cestista svedese.

## Carriera
Ala di 190 cm, ha giocato in PLKK con Gdynia, nel campionato ceco con Brno e in Serie A1 con Sesto San Giovanni e Cagliari.
Con la Svezia ha disputato tre edizioni dei Campionati europei (2013, 2015, 2019).